# Sporobolus myrianthus
Sporobolus myrianthus là một loài thực vật có hoa trong họ Hòa thảo. Loài này được Benth. miêu tả khoa học đầu tiên năm 1849.